# Obeza floridana
Obeza floridana is een vliesvleugelig insect uit de familie Eucharitidae. De wetenschappelijke naam is voor het eerst geldig gepubliceerd in 1888 door Ashmead.